# Sapele
Sapele és una ciutat de la LGA de Sapele, de l'Estat del Delta, a la regió del Sud-Sud de Nigèria.
Està situada a la riba del riu Benín, just després de la confluència de l'Escravos i el Jamieson, a 158 km del Golf de Benín. La ciutat té carreteres que la uneixen amb Warri, Ughelli, Asaba i està connectada per ferry amb Benin City. Els aeroports més propers són els de Warri, a 47 km i el de Benin City, a 51 km.
A mitjans del segle xix Sapele va esdevenir una ciutat comercial i fou visitada de manera ocasional pels europeus. El 1891, el govern britànic va establir-hi un vice-consolat. Tot i que a la ciutat hi viuen membre de diversos grups ètnics, el grup principal que hi viu són els urhobos. En l'actualitat, Sapele té un dels ports principals de Nigèria i té indústries de processament de fusta, cautxú i oli de palma. Segons la viquipèdia en anglès el 2006 tenia 142.652 habitants.

## Explotació de la fusta
El bosc circumdant es compon predominantment d’Antandrophragma cylindricum o de Sapel·li, l’arbre al qual la ciutat dona el seu nom. Sapele va ser un dels productors de fusta més gran d'Àfrica. La divisió africana de fusta i fusta contraplacada (African Timber and Plywood - AT&P) de la firma United Africa Company amb seu a la ciutat va ser considerada com el major complex de fabricació de fusta del món, sent el principal proveïdor d'ocupació de la ciutat amb aproximadament 6000 empleats. Abans del descobriment del petroli i de la promulgació del decebedor Decret d'Ús de la Terra de 1978, Urhobo posseïa extensives plantacions de cacau, palmeres amb oli i cautxú amb nombroses explotacions agrícoles on es cultivava sense usar fertilitzants, espècies com la iuca, l'igname, el plàtan / banana, etc. La vegetació de la selva tropical al voltant de les ciutats d'Urhobo era tan exuberant que la United Africa Company va establir la fàbrica AT&P a Sapele. Amb un port per a vaixells oceànics que portaven fusta contraxapada i diversos tipus de fusta com Abura, caoba, mansió, opepe, etc, de la ciutat de Sapele a Europa. Sapele es va convertir, abans de l'era del petroli, en la ciutat costanera més important de Lagos.

## Religió
Sapele és seu del Bisbat de Sapele de l'església anglicana que pertany a la província eclesiàstica de Bendel. A Sapele hi ha les parròquies catòliques de Santa Brígida, de Sant Fèlix i de Sant Martí.

## Personalitats notables
- David Defiagbon, boxejador, medalla d'or olímpica.
- Eromo Egbejule, periodista i empresari dels mitjans de comunicació
- Olusoji Fasuba, atleta, especialitzat en sprint (100 m.).
- Ola Rotimi, dramaturg i director de teatre.[6]
- Blessing Okagbare, atleta, medalla de bronze en els Jocs Olímpics d'Estiu de 2008 (salt de llargada femení).[7]
- Kefee Obareki Don Momoh, cantant de gospel i compositora.[8]